# 圣日耳曼莱瑟纳伊
圣日耳曼莱瑟纳伊（法語：Saint-Germain-lès-Senailly，法語發音：[sɛ̃ ʒɛʁmɛ̃ lɛ sənaji]，意为“瑟纳伊附近的圣日耳曼”）是法国科多尔省的一个市镇，属于蒙巴尔区。

## 地理
圣日耳曼莱瑟纳伊（47°35'53"N, 4°16'23"E）面积4.98 平方千米，位于法国勃艮第-弗朗什-孔泰大區科多尔省，该省份为法国中东部省份，北起奥布省，西接涅夫勒省和约讷省，南至索恩-卢瓦尔省，东南接汝拉省，东临上索恩省，东北部与上马恩省接壤。
与圣日耳曼莱瑟纳伊接壤的市镇（或旧市镇、城区）包括：坎斯罗、克雷庞、坎西勒维孔特、瑟纳伊。

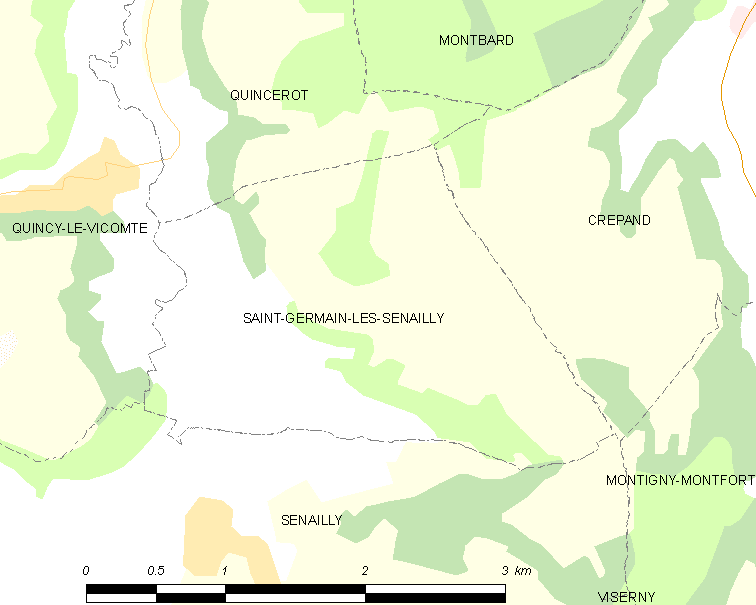
圣日耳曼莱瑟纳伊的OSM定位图

圣日耳曼莱瑟纳伊的时区为UTC+01:00、UTC+02:00（夏令时）。

## 行政
圣日耳曼莱瑟纳伊的邮政编码为21500，INSEE市镇编码为21550。

## 政治
圣日耳曼莱瑟纳伊所属的省级选区为蒙巴尔县。

## 人口

1962-2008年间圣日耳曼莱瑟纳伊人口变化图示

圣日耳曼莱瑟纳伊于2022年1月1日时的人口数量为113人。